# Oscar Pettersson
Oscar Pettersson (Estocolmo, 1 de febrero de 2000) es un futbolista sueco que juega en la demarcación de extremo para el Go Ahead Eagles de la Eredivisie.

## Selección nacional
Tras jugar en las categorías inferiores de la selección, finalmente hizo su debut con la selección de fútbol de Suecia en un partido amistoso contra Estonia que finalizó con un resultado de 2-1 a favor del combinado sueco tras el gol de Kevor Palumets para Estonia, y de Sebastian Nanasi y Isaac Thelin para Suecia.

## Clubes
| Club                   | País         | Año       | Partidos | Goles |
| ---------------------- | ------------ | --------- | -------- | ----- |
| Djurgårdens IF Fotboll | Suecia       | 2019-2020 | 10       | 2     |
| Akropolis IF           | Suecia       | 2021-2022 | 29       | 5     |
| IF Brommapojkarna      | Suecia       | 2022-2023 | 67       | 26    |
| IFK Göteborg           | Suecia       | 2024-2025 | 27       | 2     |
| Go Ahead Eagles        | Países Bajos | 2025-     | 8        | 0     |

## Palmarés

### Títulos nacionales
| Título                   | Club            | País         | Año  |
| ------------------------ | --------------- | ------------ | ---- |
| Allsvenskan              | Djurgårdens IF  | Suecia       | 2019 |
| Copa de los Países Bajos | Go Ahead Eagles | Países Bajos | 2025 |